# Roland JP-8000
De Roland JP-8000 is een virtueel analoge synthesizer van Roland die op de markt kwam in 1996.
Met de JP-8000 ging Roland de concurrentiestrijd aan met andere virtueel analoge synthesizers uit die tijd, zoals de Access Virus en de Clavia Nord Lead. De JP-8000 heeft een aantal kenmerken die verschillen van de andere virtueel analoge synthesizers, zoals Rolands eigen oscillator-types Feedback en Supersaw en de aanwezigheid van een aanraaklint die de functie van een van de gewone draaiknoppen toegewezen kan krijgen.
In dezelfde serie kwam ook de JP-8080 uit, een 19 inch rackversie die een aantal extra mogelijkheden had, zoals een interne vocoder en distortion.

## Overzicht
De Roland JP-8000 werd begin 1996 geïntroduceerd als een van de eerste virtueel analoge synthesizers (VA synths). Andere noemenswaardige synthesizers uit diezelfde periode zijn de Clavia Nord Lead (1995), Korg Prophecy (1995), Access Virus (1997) en de Yamaha AN1x (1997).
Hoewel de JP-8000 in functionaliteit, klank, en architectuur verschilt van deze andere synthesizers, delen ze wel hetzelfde doel in het herscheppen van de unieke klank en functie van klassieke analoge synthesizers.
De JP-8000 werd gezien als de moderne incarnatie van de klassieke Roland Jupiter-8 uit 1981. De programma-interface en synthese-opties hebben ook veel overeenkomsten met de Jupiter-6. De JP-8000 probeerde de warme toonaarden en pure analoge kracht van zijn oudere, grotere broers te reproduceren met een modern tintje door allerlei functies toe te voegen zoals "motion control", RPS (Real-Time Phrase Sequencing), de befaamde Supersaw-oscillators, en ouderwetse controllers zoals een arpeggiator en een aanraakgevoelige strook (Ribbon).
De JP-8000 had diverse functies die verschilde van andere virtueel analoge synthesizers uit die tijd. Meest noemenswaardig zijn de unieke oscillatortypen zoals "Feedback" en "Supersaw", en het gebruik van schuifknoppen in plaats van draaiknoppen om instellingen te wijzigen. De Supersaw in het bijzonder was de reden waarom de JP-8000 (samen met de Virus) succesvol werd als keyboard in de dance- en trancemuziek. Wat de Roland TB-303 deed voor Acid housemuziek en techno, zo werd de JP-8000 Supersaw leadklank erg bekend voor de Anthem trance met een herkenbare melodische en krachtige klank.

## JP-8080

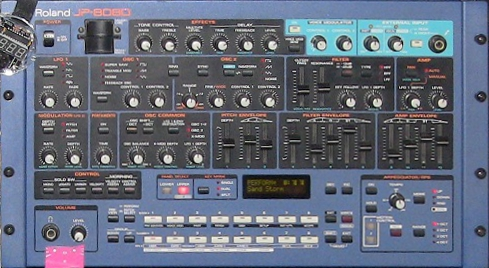
Roland JP-8080

In 1998 introduceerde Roland een geluidsmodule of rackversie (6U) van de JP-8000, genaamd de JP-8080. De JP-8080 combineerde de virtueel analoge klankbron met extra functies zoals een interne vocoder, drie keer zoveel presets en performances, en een ruisgolf op oscillator 2. Ook heeft de JP-8080 een distortion-effect. Hoewel de meeste presets compatibel zijn tussen de 8080 en de 8000, zijn sommige specifiek ontworpen voor de rackversie.

## Supersaw
De Supersaw is een speciale golfvorm ontworpen door Roland voor de JP-8000 en JP-8080 serie synthesizers. Het idee achter de Supersaw was het geluid van meer dan één zaagtand-oscillator na te bootsen met slechts een oscillator. De golfvorm wordt beschreven als een vrije oscillator met zeven zaagtand-oscillators die worden verstemd (detuned) tegen elkaar over een bepaalde tijdsperiode.
Nadat de productie eindigde van de JP-8000-serie, hebben veel bedrijven het Supersaw-achtige oscillator algoritme in hun eigen hardware en software-synthesizers verwerkt. SUPERWAVE P8 is een voorbeeld van een software-synthesizer met deze techniek. Een ander voorbeeld is de Supersaw Plus, welke een JP-8000-achtige interface heeft met een variatie op de Supersaw golfvorm die voorziet in 2, 4, 6 of 10 oscillators. In 2005 lanceerde Access Music de TI-serie synthesizers met een oscillatortype genaamd Hypersaw, die vergelijkbaar is met de Supersaw oscillator. Roland verwerkte de Supersaw oscillator ook in andere producten, zoals de SH-201, SH-01, V-Synth en V-Synth XT.
De Supersaw klank verkreeg veel populariteit in de elektronische dancemuziek, met name het gebruik in hardcore, hardstyle en anthem trance. Vanaf 2006, toen de beukende dancemuziek de hitlijsten begon te domineren, ontstond er een ware golf aan populariteit. De klank werd gebruikt in veel mainstream popnummers van artiesten zoals The Saturdays, LMFAO, Jason Derulo, Lady Gaga, JLS, Calvin Harris en vele andere.

## Specificaties
| Specificatie          | JP-8000 synth | JP-8080 rack                                                                      |
| --------------------- | --- | --------------------------------------------------------------------------------- |
| Polyfonie             | 8 stemmen | 10 stemmen per filter                                                             |
| Oscillators           | 2 Virtueel analoge DSP-oscillators: zaagtand, blokvorm, driehoekvorm, superzaagtand (7 verschillend gestemde zaagtanden), feedback-oscillator en ruis | gelijk aan JP-8000                                                                |
| Filters               | Resonantie, ringmodulatie, -12/-24 dB-filters, LPF, BPF, HPF                                                                                          | gelijk aan JP-8000                                                                |
| Effecten              | Real-time bestuurbare, synchroniseerbare delay en chorus.                                                                                             | Delay, multi-FX en tooncontrole.                                                  |
| Geheugen              | 128 patches, 128 gebruiker-patches, 64 performances, 64 gebruiker-performances                                                                        | 384 patches en 128 gebruiker-patches, 192 performances, 64 gebruiker-performances |
| Arpeggiator/sequencer | Vintage-stijl arpeggiator met beat-patronen; programmeerbare realtime frasesequencing                                                                 | gelijk aan JP-8000                                                                |
| Klavier               | 49 aanslaggevoelige toetsen | -                                                                                 |
| Extra's               | Ribbon controller | Vocoder                                                                           |
| Datum van productie   | 1996 | 1998                                                                              |

## Bekende artiesten
Artiesten die de Roland JP-8000 hebben gebruikt, zijn onder andere
- Armin van Buuren
- Avicii
- Blank & Jones
- Brian Transeau (BT)
- Blondie
- Chicane
- Depeche Mode
- Faithless
- Ferry Corsten
- Jam & Spoon
- James Horner
- Jean-Michel Jarre
- Kate Ryan
- Paul van Dyk
- Pet Shop Boys
- The Prodigy
- Rank 1
- Tangerine Dream
- Tiësto
- William Orbit